# Nefertitina bista
Nefertitina bista je oslikana i fino izrađena portretna bista koje se smatra za remekdjelo staroegipatske umjetnosti, ne samo iz vremena Amarne iz kojega potječe, već svih egipatskih epoha zbog skladnih načela simetrije i proporcija zbog kojih deluje vrlo upečatljivo, prefinjeno i meko. Bista predstavlja kraljicu Nefertiti, suprugu faraona Eknatona koji je uveo monoteizam (proglasivši boga Atona za jedinog boga) i vladao 17 godina iz nove prijestolnice u Amarni (1352. – 1336. pr. Kr.). Vjeruje se kako je bistu izradio kipar Tutmozis, jer je pronađena u njegovoj radionici u Amarni. 
| Desni profil i bista sprijeda. |  | Desni profil i bista sprijeda. |
| Desni profil i bista sprijeda. |  |                                |

| Lijevi profil i stražnja strana biste. |  | Lijevi profil i stražnja strana biste. |
| Lijevi profil i stražnja strana biste. |  |                                        |

## Povijest
Nefertitinu bistu pronašao je Ludwig Borchardt, vođa iskapanja njemačkog istočnjačkog društva (DOG), 6. prosinca 1912. godine u kući P47,2, u tada tek otkrivenom studiju egipatskog glavnog kipara, Tutmozisa. Zajedno s drugim iskopanim objektima iz Amarne u siječnju 1920. godine je donesena u Njemačku i danas se nalazi u Novom muzeju u Berlinu pod inventarnim brojem Nr.213000 kao glavna atrakcija muzejske zbirke staroegipatske umjetnosti.
Egipatske vlasti, koje su u nekoliko navrata zahtijevale povratak umjetnine u Egipat, tvrde kako su tadašnje pruske vlasti do nje došle na ilegalan način, odnosno švercom. God. 2009. njemačke vlasti su ponovno odbile zahtjev Egipta i zabranile povratak ovog vrijednog umjetničkog djela u Kairo, uz konstataciju da je djelo iznimno vrijedno i vrlo osjetljivo, te da bi ga transport mogao oštetiti. Nadalje, oni tvrde da je tadašnja Pruska do umjetnine stare više od 3.300 godina došla legalno. S tim se stavom slaže i direktorica muzejske kolekcije berlinskog muzeja Friederike Seyfried, koja tvrdi da je "pozicija njemačke strane jasna i nedvosmislena", te da je Pruska država umjetninu nabavila na posve legalan način.
Ona je jedna od najviše kopiranih djela Starog Egipta, zahvaljujući kojoj je Neferititi postala jednom od najpoznatijih žena starog vijeka i ikonom ženske ljepote.

## Odlike
U vrijeme otkrića iz bilježaka Ludwiga Borchardta saznajemo da visina biste iznosi 47 cm, teži 20 kg i sastoji se od jednog komada vapnenca. U desnom oku se nalazi oko od kvarca u kojemu je fino urezena šarenica i pričvršćeno voskom, dok lijevo oko nedostaje i nema nikakvih tragova da je ono bilo izrađeno. Nafertiti na glavi nosi karakterističnu plavu krunu sa zlatnom dijademom uvezanom u petlju oko vodoravnih vrpci koje se povezuju straga, te s uzdignutom kobrom na čelu, koja je sada odlomljena. Također, oko vrata nosi široku ogrlicu s cvjetnim uzorkom.
Oslikavanje biste je uslijedilo tek poslije završetka modeliranja spoljnih površina biste slojem gipsa i na osnovu mikroskopskih ispitivanja Ludwiga Borchardta utvrđeno je kako je korišteno šest različitih boja: plava od bojenog stakla, bijela od vapna, zelena od stakla i bakra, žuta od arsenovog sulfida, crna od uglja i voska i na kraju crvena od vapna sa željeznim oksidom.
Neki vjeruju kako ova bista kraljice nije bila predviđena da bude izložena, nego je služila samo kao uzor prema kojemu su se trebale izrađivati identične biste kraljice.
U poređenju s drugim plastikama kraljice, ovaj rad je jedinstven. Dorothea Arnold razlikuje pet tipova predstavljanja portreta kraljice Neferiti: „Idealiziran prikaz“ (Berlin br. 21300. i 21352.), „Vladarica“ (Egipatski muzej Kairo, JE 45547), „Ljepotica“ (Berlin, br. 21220.), „Poodmaklo doba“ (Berlin, br. 21263.), „Spomenik“ (Berlin, br. 21358.).
- „Idealiziran prikaz“ 
 (Berlin, br. 21300., vapnenac -visina 47 cm)
- „Idealiziran prikaz“ (nepromijenjena) 
 (Berlin, br. 21352,, vapnenac - visina 29,8 cm)
- „Ljepotica“ 
 (Berlin, br. 21220., kvarcit- visina 30 cm)
- „Poodmaklo doba“ 
 (Berlin, br. 21263., vapnenac- visina 40 cm)
- „Spomenik“ 
 (Berlin, br. 21358., granit, visina 23 cm)

Iako je Nefertiti vrlo često portretirana i u drugim umjetničkim formama poput reljefa, njezin stvarni izgled i osobnost ostali su nam tajanstveni i nepoznati.

## Vanjske poveznice
- Ägyptisches Museum Berlin: Why is Nefertiti so famous?/Who actually was Nefertiti? (engl.)
- Kraljica Nefertiti nije bila prirodna ljepotica, tportal.hr, 31. ožujka 2009.